# やまと新聞
『やまと新聞』（やまとしんぶん）は、1886年（明治19年）から1945年（昭和20年）にかけて発行されていた日本の日刊新聞。明治後期には東京の有力紙のひとつであり、新聞錦絵や講談筆記の連載などで好評を博した。
大東亜戦争（太平洋戦争・第二次世界大戦）後、実質的な後継紙として『新夕刊』や『国民タイムズ』が発行された。『国民タイムズ』を継承した『東京スポーツ』の前身と言える。

## 沿革

### 警察新報
1884年（明治17年）10月4日、東京日日新聞（東日。現・毎日新聞東京本社版）の創始者でもある條野伝平（採菊）によって前身の『警察新報』が創刊された。当時は東日発行元の日報社が別会社を装い、東京市京橋区銀座尾張町の東日本社（現・EXITMELSA）真向いに事務所を構えて発行した。警察にかかわる事件情報などを報じる真面目な紙面で、小新聞サイズで振り仮名入りではあったが、他の小新聞のような挿絵や続き物などは載せなかった。売れ行きは伸びず、創刊から2年ほどしか続かなかった。

### やまと新聞
1886年（明治19年）10月7日、『やまと新聞』が創刊される。『やまと新聞』は『警察新報』を改題したものとみなされているが、号数は継承していない。やまと新聞社は元警察新報社のあった社屋を使用し、警察新報と同じく、條野、岡本綺堂ら東日関係者が多少問わず関与したほか、当時の東日社長福地源一郎からは資金援助も得るなど東日の別働隊的な役割を果たしていた。

『やまと新聞』は雑報や論説も載せたが、庶民向けの娯楽趣味の宣伝に努めたいわゆる小新聞であり、花柳界や芸能界の記事、続き読み物、ゴシップ記事などが中心的な記事であった。月岡芳年・水野年方らの挿絵でも知られ、時折つけた付録には、芳年の描いた色鮮やかな大判新聞錦絵「近世人物誌」シリーズもある。創刊後まもなく掲載を始めた三遊亭圓朝の落語（あるいは講談）の口述筆記は日本の新聞初の試みであり、好評を博した『やまと新聞』は多くの読者を得た。
1897年、やまと新聞社は子爵高島鞆之助に譲渡され、1900年（明治33年）に松下軍治が買収してやまと新聞松下合資会社となる。『やまと新聞』（松下の買収後『日出国（やまと）新聞』に改題したが、1904年に題号を復している）は福地・朝比奈知泉といった老言論人を擁し、山県系の新聞となった。東京の有力紙の一紙であり、とくに夕刊では他紙を圧する存在であったとされる、なお1901年（明治34年）3月1日付で、仏教専門紙だった『明教新誌』（隔日）を合同している。
1913年（大正2年）、第一次護憲運動に際して桂内閣擁護の論陣を張ったため、やまと新聞社は「御用新聞」と見なされ、競合の國民新聞社共々暴徒に襲撃された。1914年、シーメンス事件では松下らが山本権兵衛内閣打倒の急先鋒を務めた。1915年（大正4年）に松下が没すると社運が衰えはじめ、1923年（大正12年）、関東大震災で東京・京橋の社屋が焼失したことで致命的打撃を受けた。
経営は1929年9月に望月一郎が買収し松下家から離れる。その後、1932年に岩田富美夫の経営となり大化会の機関紙となる、1943年7月、岩田の逝去により児玉誉士夫が経営を継承するも、この前後から国の言論弾圧で発売禁止を繰り返した末に、1945年（昭和20年）5月25日の第3次東京大空襲で本社が焼失。発行継続が不可能になって（NDL-OPACにおいて終号未定：現存は20416号(昭和20年5月24日) 休刊した。

### 新夕刊
大東亜戦争終結直後の1945年（昭和20年）10月1日に児玉らの手によって、『やまと新聞』を創刊（復刊）した。
しかし同年12月2日、児玉は各界の58人と共にA級戦犯に指名され、GHQから出頭命令を受けて逮捕。巣鴨プリズンに収容された。その際、経営権は児玉の腹心である高源重吉に移譲される。
1946年（昭和21年）1月21日、（『占領期新聞資料集成  第1巻 』では1月26日、後の資料では1月11日に確定）に『新夕刊』と改称（他の資料では創刊）、が、1947年11月5日高源が公職追放G項指定で退任、再度島田幸四郎へ経営権が移る。

戦後創刊した新興夕刊紙の代表格とされ、長谷川町子の『サザエさん』も掲載されていたが、次第に経営に行き詰まり、1949年（昭和24年）に三浦義一に経営権が移譲され、1950年3月20日に『日本夕刊新聞』に改題。1952年7月10日、再び経営者が山崎一芳に移動し『新夕刊』に復題。山崎は経営するにあたり街金大手の保全経済会をスポンサーに付けた。
1954年にその保全経済会が引き起こした巨額詐欺事件（保全経済会事件）に巻き込まれ、『新夕刊』の業績は悪化の一途を辿る。そのため1958年（昭和33年）4月16日、『新夕刊』と『やまと新聞』は合併し『国民タイムズ』と改題。題字に「創刊明治十九年・やまと新聞・新夕刊継承」と明記し、『新夕刊』の最終号数4420号と『やまと新聞』の号数19944号を合算して第24375号から再スタートを切った。

### 国民タイムズ
『国民タイムズ』は新創刊されたものの再び経営に行き詰まり、大映社長の永田雅一が経営に乗り出して新社を設立。永田はここで同紙をスポーツ新聞に切り替え、1960年4月に『夕刊東京スポーツ』（1962年に『東京スポーツ』に改題）が誕生した。

## もうひとつの『やまと新聞』
2022年（令和4年）時点でも電子版で現存するやまと新聞は、題号こそ同じではあるが、1932年（昭和7年）8月に野依秀市が創刊した『帝都日日新聞』（『帝日』）を直接の前身とする。

帝日は1940年（昭和15年）、大日本帝国最初の近代新聞横浜毎日新聞の系譜を受け継いだ東京毎日新聞（東日とは別の新聞）を合併したが、大東亜戦争遂行へと突き進む軍部・大本営報道部・東條内閣を批判する言論で発売禁止や停刊を繰り返し、ついに1944年（昭和19年）4月3日、内閣情報局から新聞紙法および治安維持法に基づく発行停止命令を受け、廃刊させられる。
対日講和から6年もの歳月が流れた1958年（昭和33年）7月、ようやく帝日は復刊した。1968年（昭和43年）3月、野依が逝去した後は東スポと同様に児玉が取締役兼相談役に就任した。児玉は本紙の題号を復活させる形で1969年（昭和44年）7月1日付より帝日を『やまと新聞』に改題した。